# Bayan-Öndör (distrikt i Mongoliet, Bajanchongor)
Bayan-Öndör (mongoliska: Баян-Өндөр Сум, Баян-Өндөр) är ett distrikt i Mongoliet.   Det ligger i provinsen Bajanchongor, i den centrala delen av landet, 700 km sydväst om huvudstaden Ulaanbaatar.